# Pénzeső
A Pénzeső (eredeti cím: Dumb Money) 2023-ban bemutatott amerikai életrajzi dráma filmvígjáték, amelyet Lauren Schuker Blum és Rebecca Angelo forgatókönyvéből Craig Gillespie rendezett. A film Ben Mezrich 2021-ben megjelent The Antisocial Network című könyvén alapul. A főbb szerepekben Paul Dano, Pete Davidson, Vincent D’Onofrio, America Ferrera, Nick Offerman, Anthony Ramos, Sebastian Stan, Shailene Woodley és Seth Rogen látható.
A Pénzeső világpremierje 2023. szeptember 8-án volt a Torontói Nemzetközi Filmfesztiválon. Az Amerikai Egyesült Államokban 2023. szeptember 15-én került a mozikba a Sony Pictures Releasing forgalmazásában. Magyarországon az HBO Max mutatta be 2024. március 31-én. Általánosságban pozitív véleményeket kapott a kritikusoktól, és világszerte 20 millió dolláros bevételt gyűjtött.

## Cselekmény
2020. júliusa: Keith Gill pénzügyi elemző szívesen kommentálja a tőzsdei trendeket a YouTube-on, Roaring Kitty felhasználónév alatt posztol videókat; hobbiját felesége, Caroline teljes mértékben támogatja, míg testvére, Kevin kockának tartja. A COVID-19 járvány csúcspontján Keith belevág egy szentimentálisnak tűnő tranzakcióba. Minden megtakarítását a csőd szélén álló GameStop videojáték-kiskereskedő részvényeibe fekteti. Keith-nek több követője is követi, akik szétszóródtak az Egyesült Államokban: az anyagi gondokkal küzdő ápolónő Jennifer, a főiskolás pár Harmony és Riri, valamint egy Marcos nevű GameStop-alkalmazott.
2021. januárja: Hirtelen a GameStop részvényeinek árfolyama az egekbe szökik. A Melvin Capital által vezetett számos fedezeti alap, amelyek hozzászoktak ahhoz, hogy rövidre tétet tegyenek az olyan gyenge vállalatokra, mint a GameStop, több százmillió dolláros veszteséggel találják magukat szemben. Ezeknek a cégeknek sikerül „rágalmazó és vulgáris tartalom” ürüggyel bezáratniuk a WallstreetBets csoportot, amelyet Keith hozott létre a Redditen, a többi kisrészvényessel való információcserére. A Robinhood kereskedési weboldal már nem tudja megfelelően fizetni az eladásait, így az elnöke, Vlad Tenev arra kényszerül, hogy leállítsa a GameStop részvényeinek vásárlását, pedig Ken Griffin, a Citadel LLC tulajdonosa áll mögötte.
A GameStop-ügy hamarosan világszintűvé válik, és a pénzügyi hatóságok figyelmét is magára vonja, olyannyira, hogy Keith-t és az ügyben érintetteket beidézi a képviselőház illetékes bizottsága. A folyamatban lévő világjárvány okozta korlátozások miatt videokonferencián keresztül kapcsolják őket, Keith határozottan tagadja, hogy bármilyen szabálytalanságot követett volna el, és hogy úgy viselkedett, mint bármely más befektetési bankár.

## Szereplők
| Szerep                                            | Színész           | Magyar hang       |
| ------------------------------------------------- | ----------------- | ----------------- |
| Keith Gill                                        | Paul Dano         | Kovács Lehel      |
| Kevin Gill, Keith testvére                        | Pete Davidson     | Ember Márk        |
| Steve Cohen                                       | Vincent D’Onofrio | Berzsenyi Zoltán  |
| Jenny, Keith YouTube-csatornájának nézője         | America Ferrera   | Nemes Takách Kata |
| Riri, főiskolai hallgató és befektető             | Myha'la Herrold   |                   |
| Ken Griffin                                       | Nick Offerman     | Kassai Károly     |
| Marcos Barcia, egy GameStop áruházi eladó         | Anthony Ramos     | Kádár-Szabó Bence |
| Gabe Plotkin                                      | Seth Rogen        | Fesztbaum Béla    |
| Harmony Williams, főiskolai hallgató és befektető | Talia Ryder       |                   |
| Vlad Tenev                                        | Sebastian Stan    | Hamvas Dániel     |
| Caroline Gill, Keith felesége                     | Shailene Woodley  | Csuha Borbála     |
| Elaine Gill, Keith és Kevin édesanyja             | Kate Burton       | Csere Ágnes       |
| Steven Gill, Keith és Kevin édesapja              | Clancy Brown      | Csernák János     |
| Baiju Bhatt                                       | Rushi Kota        |                   |
| Chris, Jennifer munkatársa                        | Larry Owens       | Gémes Antos       |
| Brad, Marcos főnöke                               | Dane DeHaan       | Karácsonyi Zoltán |
| Yaara Plotkin, Gabe felesége                      | Olivia Thirlby    | Szávai Viktória   |
| Briggsy, Keith pénzügyi munkatársa                | Deniz Akdeniz     |                   |
| Önmaga, pénzügyi újságíró a CNBC-nél              | David Faber       |                   |

### Magyar változat
- Magyar szöveg: Tóth Tamás és Egressy G. Tamás
- Szakértő: Stern Gábor
- Felvevő hangmérnök: Középen Péter
- Keverő hangmérnök: Cs. Németh Bálint
- Vágó: Sári-Szemerédi Gabriella
- Gyártásvezető: Cabello-Colini Borbála
- Szinkronrendező: Nikas Dániel
- Produkciós vezető: Hagen Péter

A szinkront a Mafilm Audio Kft. készítette el.

## Bemutató
A Pénzeső premierje a Torontói Nemzetközi Filmfesztiválon volt 2023. szeptember 8-án, a szereplők azonban a 2023-as SAG-AFTRA sztrájk miatt nem tudtak részt venni. Az Amerikai Egyesült Államokban a Sony Pictures Releasing a Columbia Pictures és a Stage 6 Films égisze alatt, míg a Sony, a Black Bear International és más helyi forgalmazók nemzetközi forgalmazásában jelent meg. A filmet eredetileg a Metro-Goldwyn-Mayer (MGM) forgalmazta volna. A megjelenési dátumot eredetileg 2023. október 20-ra jelentették be, majd 2023. szeptember 22-re halasztották. Később 2023. szeptember 15-én korlátozott számú mozibemutatóra módosították, de végül 2023. szeptember 29-én széles körűvé vált.
A Pénzeső november 7-én jelent meg digitális platformokon, majd december 12-én Blu-ray és DVD kiadásban.

## Bevételi adatok
A Pénzeső 13,9 millió dollárt hozott az Amerikai Egyesült Államokban és Kanadában, 6,8 millió dollárt más területeken, így összesen világszerte 20,7 millió dollárt gyűjtött.
A filmet az Egyesült Államokban és Kanadában a Szeánsz Velencében című filmmel együtt mutatták be, amely nyolc moziban 229 947 dollárt hozott a nyitóhétvégén. A második hétvégén 616 moziban 2,4 millió dollárt ért el, és a nyolcadik helyen végzett. A harmadik hétvégén 2837 moziban 3,3 millió dollárt termelt és a hetedik helyen végzett. A következő két hétvégén 2,1 millió és 930 ezer dollárt gyűjtött.